# Seri Vicrama Rajá Sinha
Seri Vicrama Rajá Sinha (Sri Vikrama Rajasinha; 1780 - 30 de janeiro de 1832, nascido Kannasamy Nayaka) foi o último dos quatro reis a governar a última monarquia cingalesa do Reino de Cândia no Seri Lanca. Os reis nayaks eram de origem telugo que praticavam o hinduísmo xivaíta e eram patronos do budismo teravada. Os governantes nayaks desempenharam um papel enorme no ressurgimento do budismo na ilha. Eles falavam tâmil, que também era usado como língua da corte em Cândia, ao lado do cingalês.
O rei acabou sendo deposto pelos britânicos sob os termos da Convenção de Cândia, em 1815, terminando mais de 2300 anos de monarquia cingalesa no Seri Lanca. A ilha foi incorporada ao Império Britânico, e Seri Vicrama Rajá Sinha foi sucedido por Jorge III, como monarca do Ceilão britânico.

## Primeiros anos
Antes de sua coroação em 1798, Seri Vicrama Rajá Sinha era conhecido como o príncipe Kannasamy Naidu. Ele era membro da dinastia Madurai Nayak e sobrinho de Sri Rajadhi Rajasinha. Ele sucedeu seu tio como rei da Cândia em 1798 aos dezoito anos de idade.

## Reinado

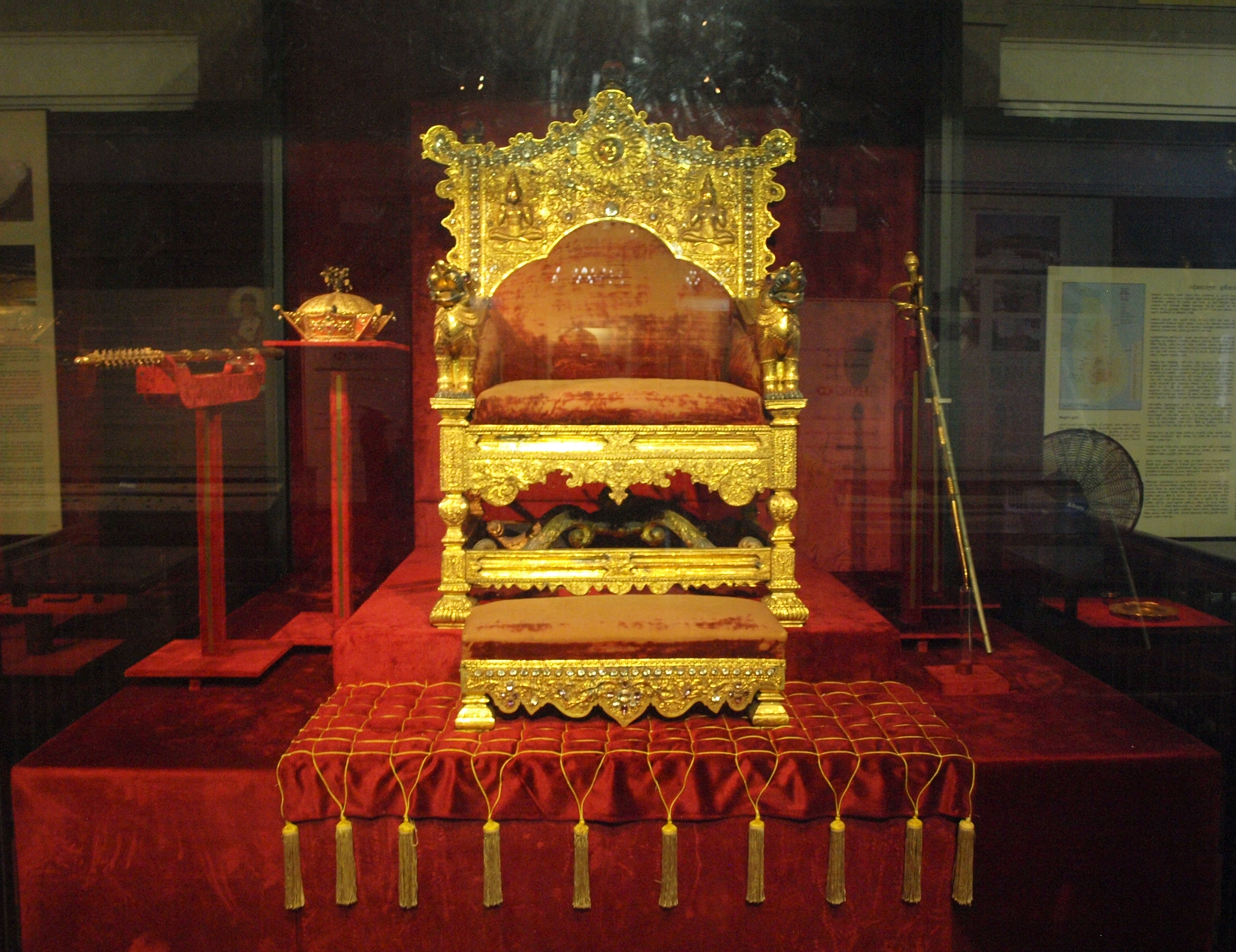
O trono dos reis Cândianos

### Reinado antecipado
Havia um reclamante rival para suceder Sri Rajadhi Rajasinha, irmão da rainha Upendrama, que tinha uma reivindicação mais forte. No entanto, Pilimatalauwa, o primeiro Adigar (primeiro-ministro) escolheu o príncipe Kannasamy, com planos profundos de usurpar o trono para montar sua própria dinastia. Seri Vicrama Rajá Sinha foi confrontado com inúmeras conspirações para derrubá-lo e reinou em um dos períodos mais turbulentos da história do Sri Lanka.

### Conflito interno

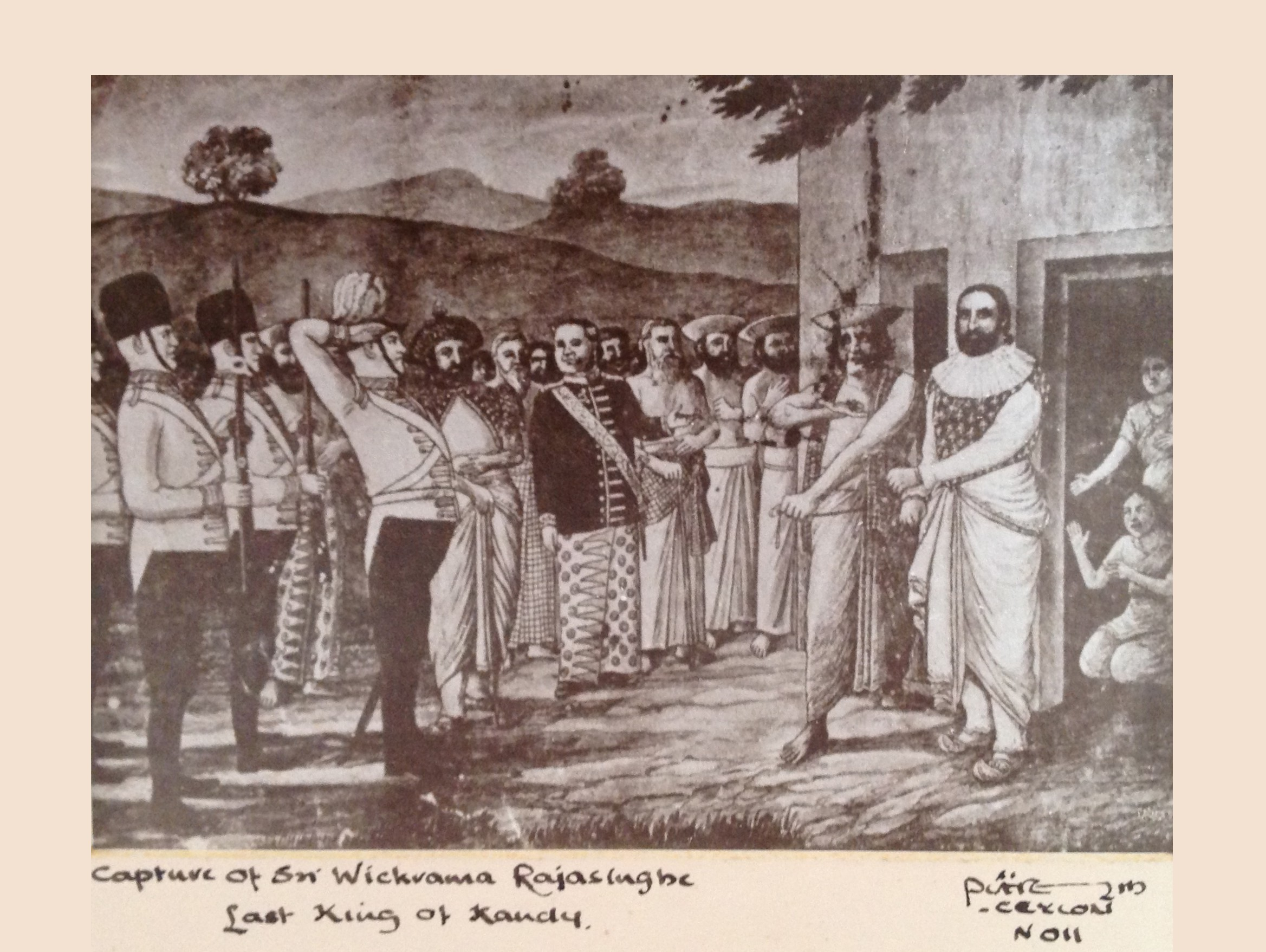
Captura de Rajasinha em 1815

Durante seu tempo, os britânicos que sucederam os holandeses nas províncias marítimas não interferiram na política da Cândia. Mas Pilimatalauwa, o primeiro Adigar do rei, iniciou operações secretas com os britânicos para provocar o rei em atos de agressão, o que daria aos britânicos uma desculpa para conquistar o Reino. O Adigar convenceu o rei a iniciar um conflito militar com os britânicos, que haviam conquistado uma forte posição nas províncias costeiras. A guerra foi declarada e, em 22 de março de 1803, os britânicos entraram em Cândia sem resistência, depois que Seri Vicrama Rajá Sinha fugiu. O adigar massacrou a guarnição britânica na Cândia em junho e devolveu o trono ao rei. Pilimitalava cogitou derrubar o rei e tomar a coroa para si, mas sua conspiração foi descoberta e, tendo sido perdoado em duas ocasiões anteriores, ele foi executado.
O adigar desonrado foi substituído por seu sobrinho, Ehelepola Nilame, que logo ficou sob suspeita de seguir seu tio ao planejar a derrubada de Seri Vicrama Rajá Sinha. Uma rebelião instigada por Ehalepola foi suprimida, após o que ele fugiu para Colombo e se juntou aos britânicos. Depois de não se render (após três semanas de aviso prévio), o rei demitiu Ehelepola, confiscou suas terras e ordenou a prisão e execução de sua esposa e filhos. Um relato publicitário da execução foi amplamente divulgado pelos simpatizantes.

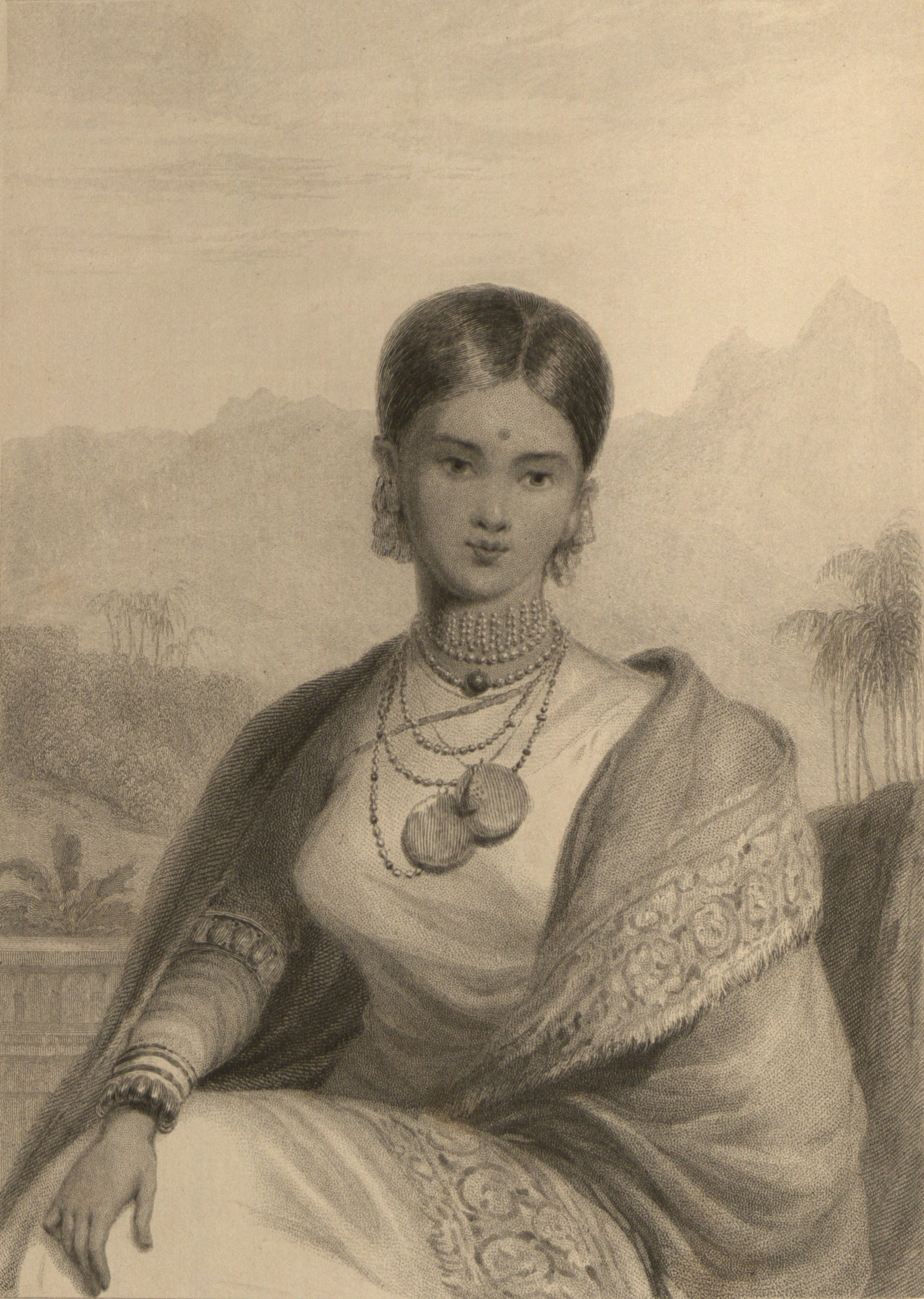
Rangammal Devi, rainha consorte. Desenhado por William Daniell em 1800.

Ehelepola fugiu para um território controlado pelos britânicos, onde convenceu os britânicos de que a tirania de Seri Vicrama Rajá Sinha merecia uma intervenção militar. O pretexto era a apreensão de vários comerciantes britânicos, que foram detidos por suspeita de espionagem e torturados, matando vários deles. Uma invasão foi devidamente montada e avançou para Cândia sem resistência, chegando à cidade em 10 de fevereiro de 1815. Em 2 de março, o Reino foi cedido aos britânicos sob um tratado chamado Convenção Cândiana.
Em relação ao reinado do rei, o historiador Louis Edmund Blaze afirma que "ele não era um patriota tão ardente quanto seus sucessores imediatos; nem mostrou as qualidades mentais e morais que permitiram aos ex-reis se defender contra rebeliões e invasões. Dizer que ele era cruel não significa muito, pois reis e nobres cruéis não eram raros naqueles dias; e é questionável se todos os atos cruéis atribuídos a Seri Vicrama Rajá Sinha foram de sua própria invenção ou realizados por sua autoridade. Pode ser mais justo considerá-lo como uma ferramenta fraca nas mãos dos chefes de design do que como o monstro da crueldade, que é uma moda inútil para alguns escritores chamá-lo. Ele fez muito para embelezar sua capital. O lago e o octógono em Cândia sempre foram considerados obra do rei".

## Morte
Em 2 de março de 1815, o Reino foi cedido aos britânicos e Seri Vicrama Rajá Sinha foi deposto e levado como prisioneiro real pelos britânicos ao Forte Vellore, no sul da Índia. Ele morava com uma pequena mesada que lhe foi dada pelo governo britânico com suas duas rainhas. Ele morreu de hidropisia em 30 de janeiro de 1832, com 52 anos de idade.

Seu aniversário de morte é comemorado como Guru Pooja por seu descendente direto, Sr. V. Ashok Raja, e sua família em Muthu Mandabam, Vellore, Tamil Nadu, Índia. Desde 2011, Guru pooja é comemorado em Muthu Mandabam por seus familiares. 

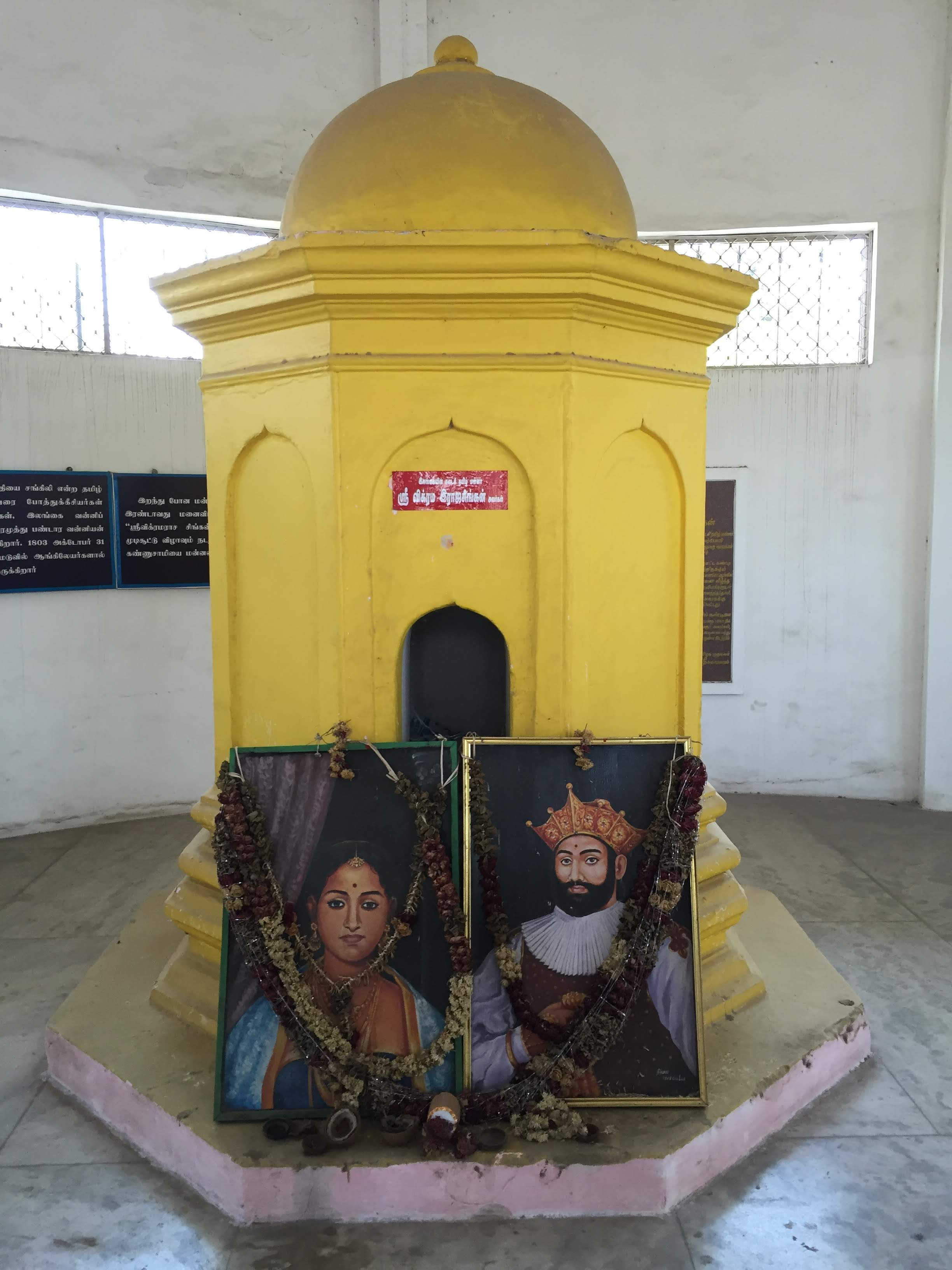
Túmulo de Vikrama Raja Singa e Consort, Vellore
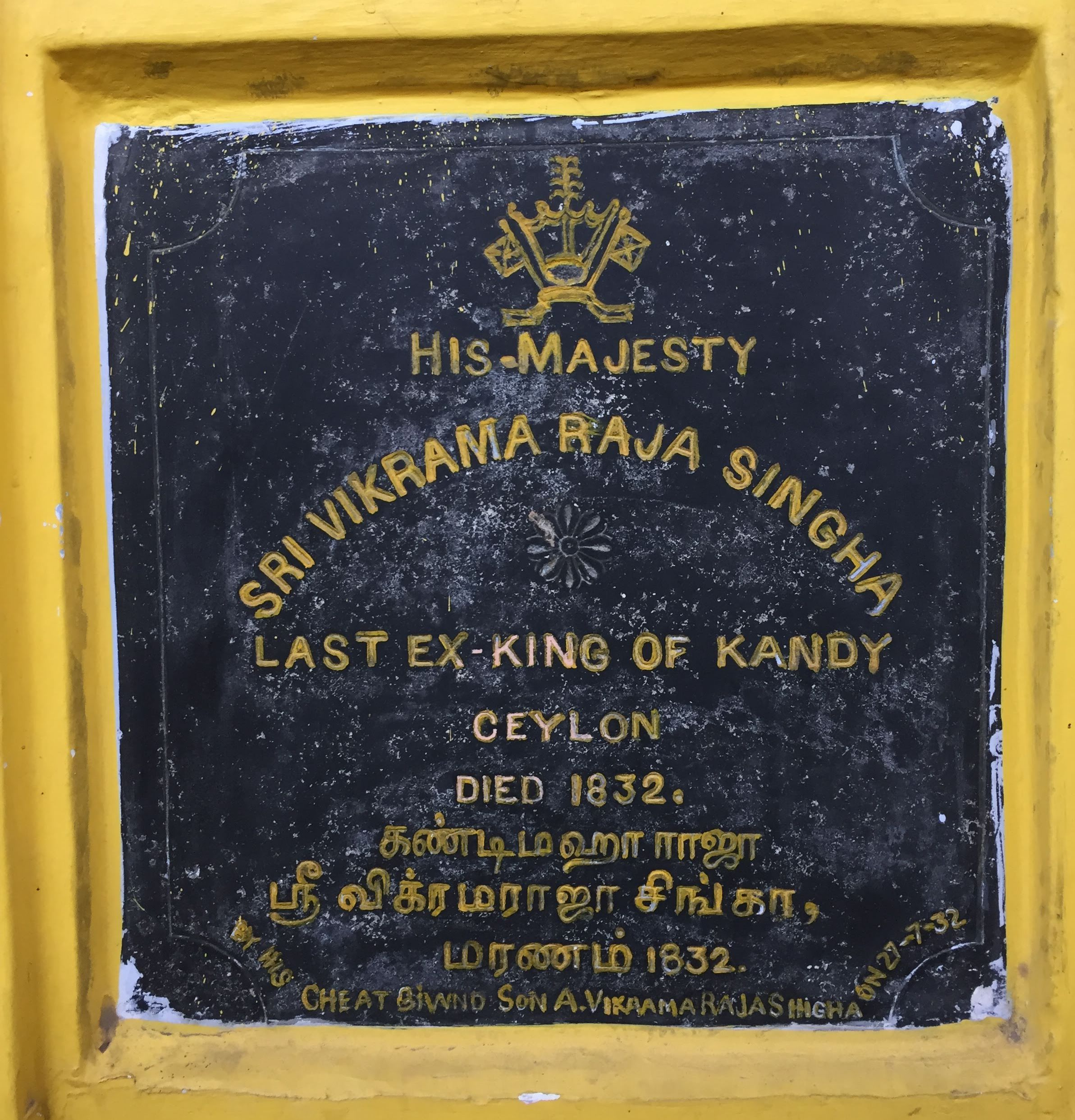
Lápide grave de Vikrama Raja Singa, Vellore

## Legado

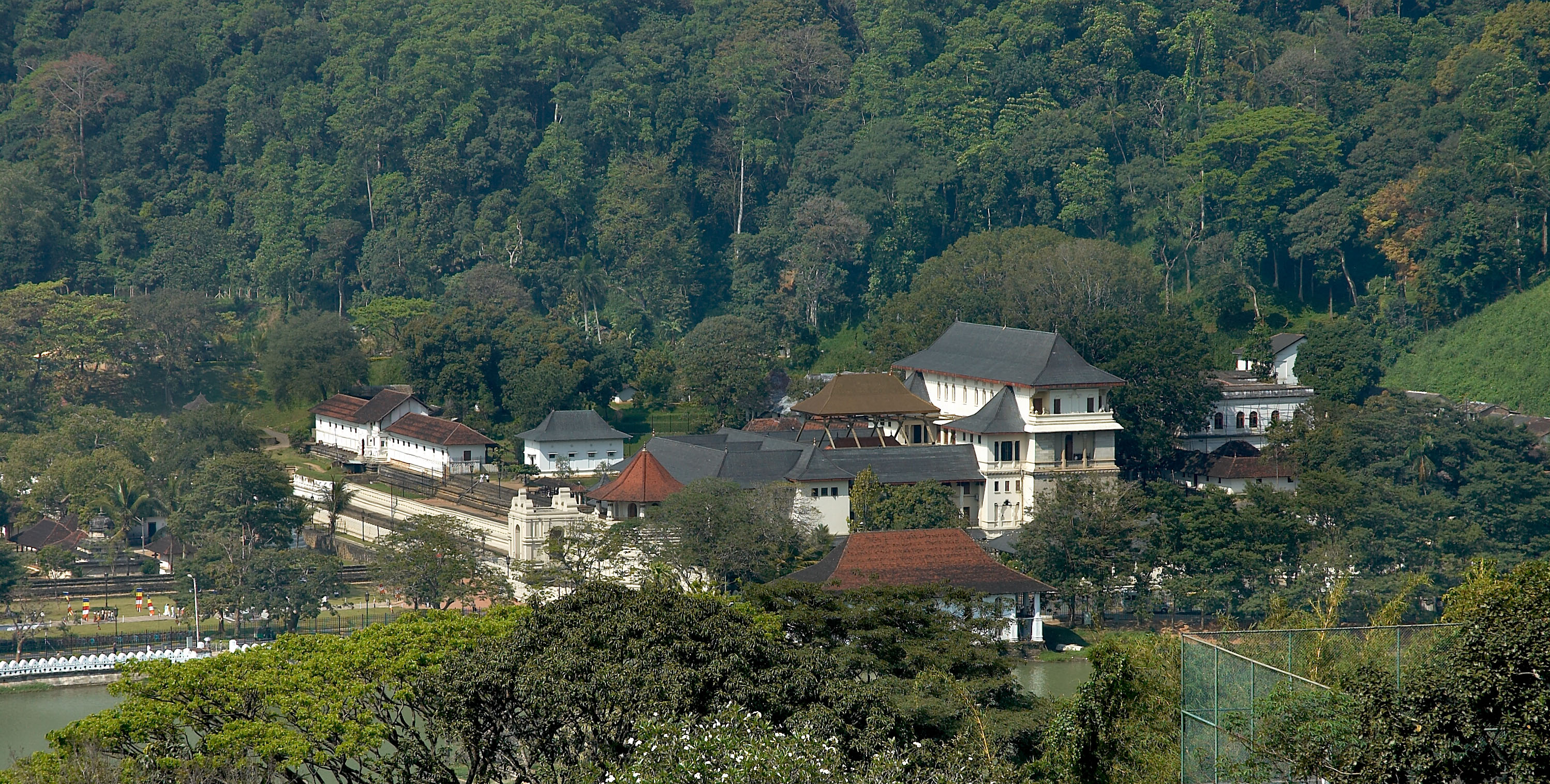
Palácio do rei Seri Vicrama Rajá Sinha

Bandeira do Reino da Cândia.

```
A atual 
bandeira do Sri Lanka
 incorpora o Padrão Real de Seri Vicrama Rajá Sinha. Em setembro de 1945, foi proposto em um discurso ao Conselho de Estado que a bandeira fosse adotada como bandeira nacional do Sri Lanka: 
```

 "Esta Casa é da opinião de que o Padrão Real de Seri Vicrama Rajá Sinha, representando um leão amarelo segurando uma espada na pata direita em um fundo vermelho, que foi removido para a Inglaterra após a Convenção de 1815, deveria ser adotado novamente como o bandeira oficial do Sri Lanka" 
 O lago Kandy, um lago artificial com vista para o palácio em Cândia, foi encomendado por Seri Vicrama Rajá Sinha.
O Paththirippuwa ou octógono do Sri Dalada Maligawa, é amplamente considerado como o epítome ou o símbolo e a representação mais admirados da arquitetura cingalesa Kandyan. Foi construído em 1802 dC por Devendra Mulachari, mestre artesão e arquiteto real, sob as instruções de Seri Vicrama Rajá Sinha.
Durante o tempo de Seri Vicrama Rajá Sinha como prisioneiro real no Forte Vellore, ele recebeu uma bolsa privada, que seus descendentes continuaram a receber do governo do Ceilão até 1965. Muthu Mandapam é um memorial construído em torno da lápide de Seri Vicrama Rajá Sinha, o último governante de origem indiana do sul da Cândia. Situado na margem do rio Palar, fica a apenas um quilômetro ao norte da cidade de Vellore.
Durante o reinado de Seri Vicrama Rajá Sinha, o tâmil foi usado como uma das línguas da corte na Cândia — um fato histórico com implicações para a política atual do Sri Lanka.
Em 2018, foi feito e lançado um filme cingalês intitulado Girivassipura que descreve a história da vida real de Seri Vicrama Rajá Sinha.